# Uničov

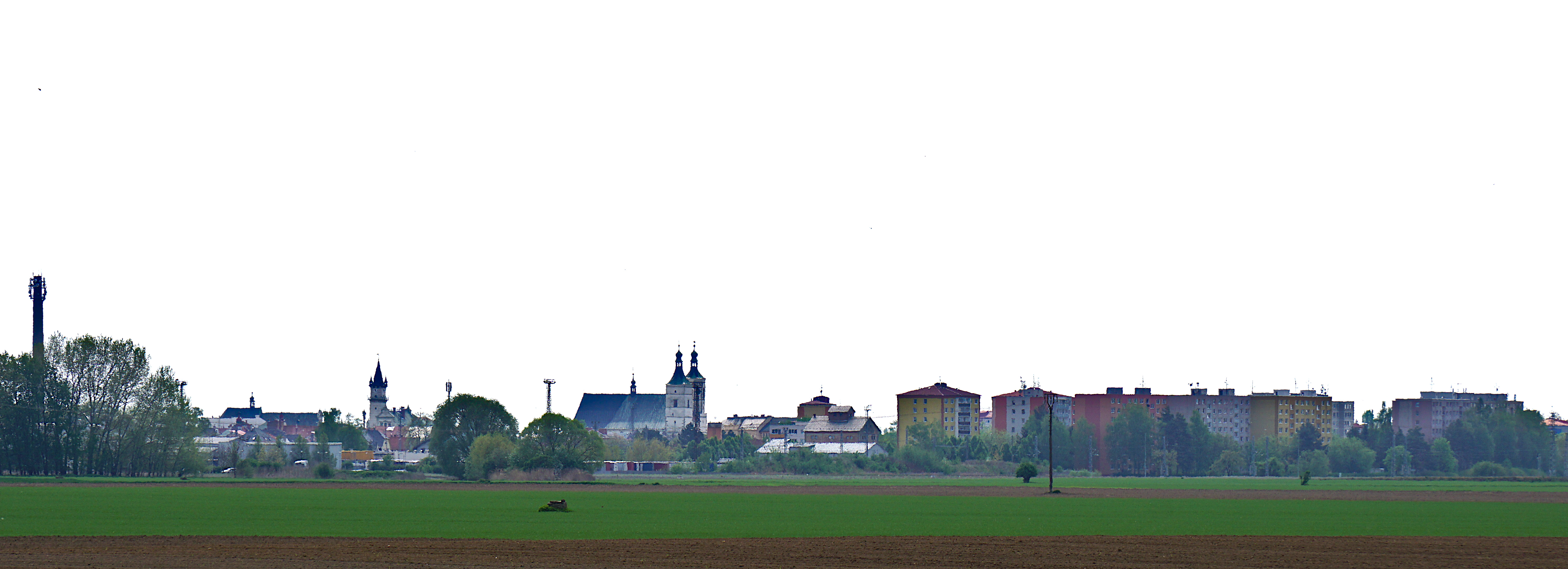

Uničov (hanácky Hončov, německy Mährisch Neustadt) je město v Olomouckém kraji, leží v hanácké rovině asi 22 km severozápadně od Olomouce na řece Oskavě. Uničov býval královským městem, založen byl roku 1213. Katastrální výměra činí 48,27 km² a žije zde přibližně 11 tisíc obyvatel. Město má postavení obce s rozšířenou působností.

## Název
Podoba Uničov je doložena už v nejstarších dokladech ze 13. století. Jméno je odvozeno z osobního jména Unič, které je domáckou podobou některého jména začínajícího na Uně(j)- (např. Uněhost, Uněrad), jehož základem je staré unij/uněj („lepší“). Na místě původní vsi bylo začátkem 13. století založeno město, kterému se začalo říkat Nové město (latinsky Nova civitas, německy Neustadt). Německý přívlastek Mährisch dán v 18. století na odlišení od jiných Nových měst (ve střední Evropě běžné jméno). Ještě ve 20. století se vyskytuje i název Unčov.

## Historie
Osídlení Uničovska sahá až do doby kamenné a doklady osídlení zdejší oblasti pochází i z doby bronzové, železné a z halštatského a laténského období. V okolí Uničova se našly také římské mince a v 8. a 9. století zde byly provozovány pece na tavení železa. Tehdy bylo Uničovsko součástí jádra Velkomoravské říše, po jejím rozpadu českého státu. Vlastní město vzniklo na místě původní slovanské osady, jejíž název (latinsky Vnisov či Vnichov, česky Unisov, resp. Uničov) byl asi odvozen od jména zakladatele. Teorií ke vzniku jména Uničova je ale více. V průběhu 13. století začali přicházet němečtí kolonisté, které sem pozval moravský markrabě Vladislav Jindřich. V roce 1213 jimi bylo založeno královské město, do jehož obvodu patřily vesnice Medlov, Dětřichov, Střelice, Benkov a Renoty. Původní jméno Uničov zůstalo v lidovém povědomí, ale zakladatelé města jej nazvali Neustadt (Nové Město, latinsky Nova Civitas), od 16. století se používalo Mährisch Neustadt. Roku 1223 byly listinou krále Přemysla Otakara I., která se tak stala první dochovanou městskou listinou v historii českého státu, stvrzeny výsady a městská práva udělená původní zakladatelskou smlouvou, např. mílové právo, právo výběru mýta, právo výročního trhu (postupně až šest výročních trhů ročně), právo městského soudu apod. Díky zakladatelům měli ve městě trvalou převahu Němci, ačkoli se sem stěhovali i Češi. Známým měšťanem té doby byl Zikmund Albík z Uničova, pozdější pražský arcibiskup.

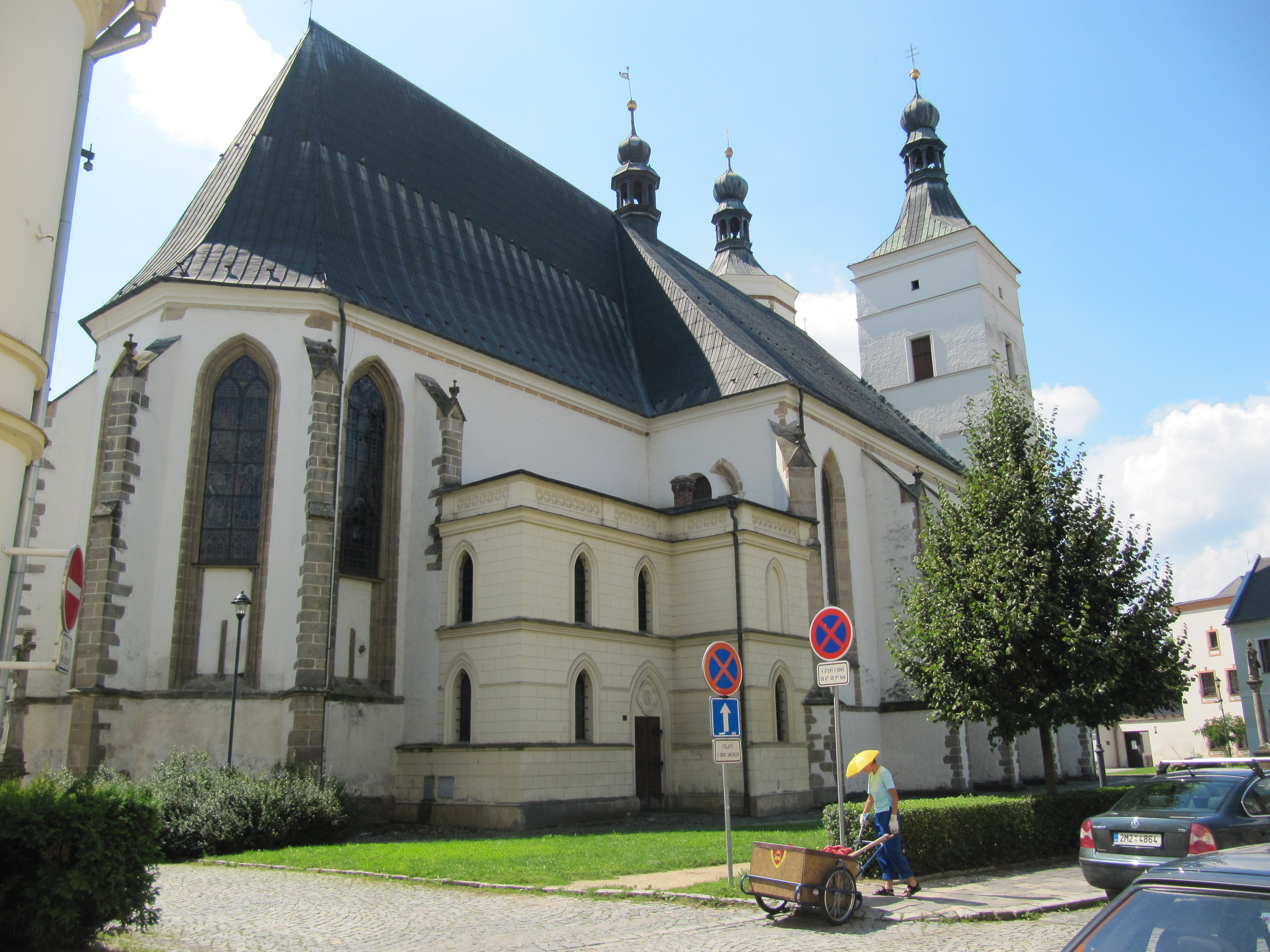
Kostel Nanebevzetí Panny Marie

Uničov byl ve středověku jedním z důležitých měst na Moravě, ačkoli původní předpoklad, že se jako horní město stane centrem severozápadní Moravy, čemuž odpovídalo velkoryse vyměřené náměstí, se kvůli slabým nálezům stříbra v okolí nenaplnil. Blízká Olomouc se navíc stala vrchní odvolací stolicí pro celou moravskou oblast magdeburského práva a Uničov se tak nakonec zařadil mezi méně významná města typu Šternberka či Litovle. Přesto získával díky svým privilegiím dostatečné prostředky, aby měl např. už v polovině 14. století vydlážděné náměstí. Tehdy také uzavřel s Olomoucí a Litovlí dohodu o udržování bezpečnosti a vzájemné vojenské pomoci, která se osvědčila zejména během husitských válek. Roku 1422 jej sice obsadilo vojsko litevského knížete Zikmunda Korybutoviče, který zde zavedl přijímání podobojí, ale později jej dobyl markrabě Albrecht, spojenec Zikmunda Lucemburského. Podobně toto trojměstí osvobodilo Litovel od táborských vojsk.
V následujícím období se ale správa města dostala do rukou českých utrakvistů, kteří vyhnali německé katolíky, Uničov se postavil na stranu Jiřího z Poděbrad a dokázal se roku 1469 ubránit vojákům Matyáše Korvína. Kvůli své podpoře českého krále získal právo pečetit červeným voskem, ale byl také půlstoletí v papežské klatbě. O deset let později nový král Vladislav Jagellonský odstoupil Moravu právě Korvínovi, který nicméně městu jeho dřívější odpor prominul a dokonce mu potvrdil všechna předchozí privilegia. Postupně se také vraceli vyhnaní němečtí měšťané, což vedlo k upevňování katolictví. V letech 1609–1611 zde působil jako farář Jan Sarkander, který byl roku 1995 svatořečen. Pohusitské období celkově znamenalo dobu rozkvětu města, ve kterém se dařilo řemeslům a vznikaly první cechy. Tento rozvoj zastavila třicetiletá válka, která vedla k postupnému úpadku Uničova. Po bitvě na Bílé hoře mu byl dokonce načas odňat status královského města a jako své léno Uničov získal Karel z Lichtenštejna, pán úsovského hradu. Až po odvolání byla císařem Ferdinandem všechna privilegia navrácena, ovšem už jen jako katolickému městu. V roce 1626 se Uničov ještě mansfeldovskému vojsku ubránil, ale 18. června 1642 byl dobyt a až do vestfálského míru v roce 1650 obsazen Torstensonovou armádou. O rok později, 2. června 1643 dokonce město téměř celé vyhořelo.

### 18. a 19. století
Obnova trvala až do začátku 18. století, přičemž úbytek obyvatel vyrovnávali především přistěhovalci z německých oblastí, čímž se Uničov opět poněmčil. Původního významu už ale město nedosáhlo, negativně se projevilo také rabování během válek o rakouské dědictví. Obchod stagnoval, i když zde byla založena textilní manufaktura a měšťanský pivovar. Jedinou významnější událostí bylo setkání císaře Josefa II. s pruským králem Fridrichem II. Velikým roku 1770. Po roce 1850 pak v souvislosti s reformou obecních zřízení Uničov přestal být královským městem a stal se jen centrem soudního okresu, protože patřil do politického okresu šternberského. Ačkoli zde byl ve druhé polovině 19. století založen např. cukrovar nebo továrna na výrobu hedvábného zboží, šlo stále o převážně zemědělské město. Roku 1870 zde přesto bylo založeno reálné gymnázium a o dva roky později sem byla přivedena železnice. Rozvíjel se také spolkový život, ať už šlo o spolky ostrostřelecké, pěvecké, tělocvičné nebo dobrovolných hasičů.

### 1918–1948
Po první světové válce převážně německý Uničov žádal připojení k Německému Rakousku, a to jako součást nově vyhlášené provincie Sudetenland. Vláda nově vzniklé československé republiky ale nic takového nepřipustila a postupně všechny vzbouřenecké oblasti na svém území vojensky obsadila. Do Uničova přišli českoslovenští vojáci 16. prosince 1918 a bez většího odporu převzali správu města.

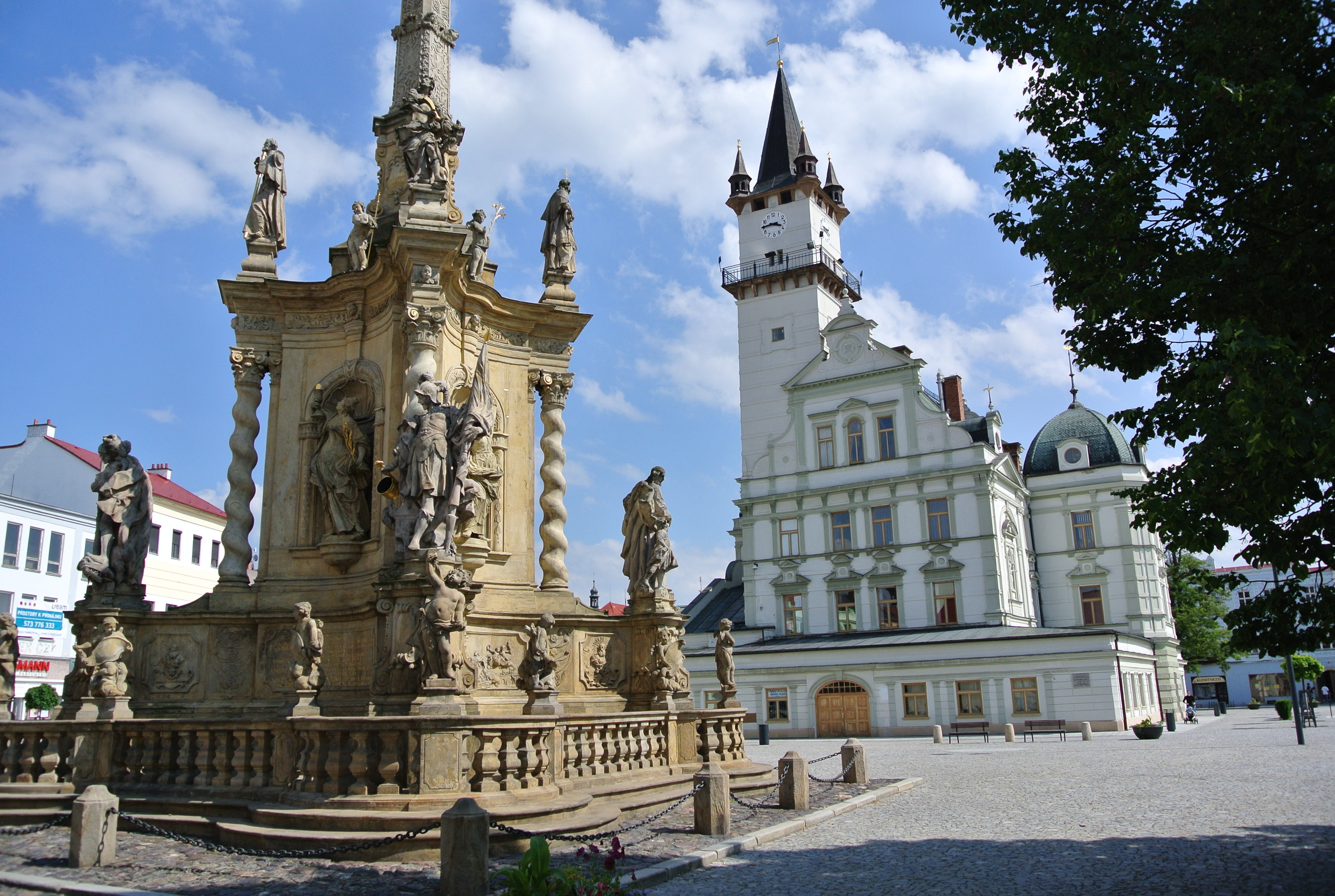
Mariánský sloup s radnicí

V roce 1921 zde stálo 644 domů a žilo 4583 obyvatel, z toho 637 Čechu, 3829 Němců a 6 Židů. Soužití Čechů a Němců ve městě pak bylo až do počátku 30. let poklidné. Avšak poté, co se v sousedním Německu dostal k moci Adolf Hitler, začal i v Československu vzrůstat německý nacionalismus a oživila se idea „návratu do vlasti“. Ve volbách roku 1935 v Uničově podobně jako v jiných sudetských obcích drtivě vyhráli henleinovci, kteří připravovali násilné připojení k Říši. Nakonec k tomu došlo dobrovolně po přijetí Mnichovské dohody, hranice s budoucím protektorátem se vytvořily nedaleko jižně od města a německá vojska byla obyvateli Uničova nadšeně uvítána 9. října 1938. Nadšení však v důsledku přísné kázně totalitního státu a různých omezení a poklesu životní úrovně během války postupně vyprchalo. Postupující frontu a blížící se prohru Německa nemohl odvrátit ani tzv. Volkssturm vytvořený ze zdejších zbývajících chlapců, nemocných a starých mužů, řada obyvatel raději uprchla ještě dřív, než 6. května 1945 Uničov obsadili vojáci 4. ukrajinského frontu Rudé armády. Správu města hned poté převzal revoluční národní výbor a po něm místní správní komise, která řídila Uničov až do voleb v roce 1946, po nichž městská správa přešla na třicetičlenný městský národní výbor tvořený zástupci Národní fronty. Téhož roku byl dokončen odsun uničovských Němců, čímž se město zcela počeštilo.

### Po únoru 1948
Po převratu v únoru 1948 se i v Uničově vytvořil akční výbor, v němž měli většinu komunisté a který z národního výboru a veřejného života vůbec odstranil všechny politicky „nespolehlivé“ osoby. Proto poté vstoupila do KSČ řada nových členů. V následujících letech se dosavadní zemědělské městečko značně industrializovalo, šlo především o vybudování Uničovských strojíren, původně pobočky plzeňských Škodových závodů. Dalšími podniky byl např. Farmakon nebo pobočka Technolenu, také se rozšířil cukrovar, pekárna nebo dřevozpracující závod. V souvislosti s tím vzrůstal i počet obyvatel, který se během 50. let zdvojnásobil. Vybudovala se poliklinika, školka, koupaliště, veřejné osvětlení a kanalizace. V okolí města probíhala kolektivizace, při níž rolníci vstupovali do jednotných zemědělských družstev, která se později sjednocovala, až byla většina zemědělské produkce na Uničovsku řízena jedním družstvem se sídlem v Újezdě u Uničova. Žádné velké změny během pražského jara uničovští občané neprožívali, o to více byla pro ně šokující invaze vojsk Varšavské smlouvy, když městem 21. srpna 1968 projížděly polské tanky. Ačkoli tehdy až polovina všech obyvatel podepsala rezoluci proti vstupu okupačních vojsk a na podporu československé vlády, v následujících dnech na vývoj událostí většina rezignovala a někteří byli za své veřejně prezentované postoje postiženi. Nastalo období přiléhavě pojmenované jako normalizace. I přes politický útlum se v průběhu 70. a 80. let postavilo např. moderní kino nebo zimní stadion, byla vybudována i dvě velká sídliště v ulicích Generála Svobody a Nemocniční. Městský národní výbor v Uničově začal také spravovat celkem devět okolních integrovaných obcí. Komunistická vláda jedné strany skončila spolu se sametovou revolucí v listopadu 1989.
V roce 2020 byl Uničov spolu s Litovlí uzavřen z důvodu vysokého počtu nakažených covid-19.

## Místní části

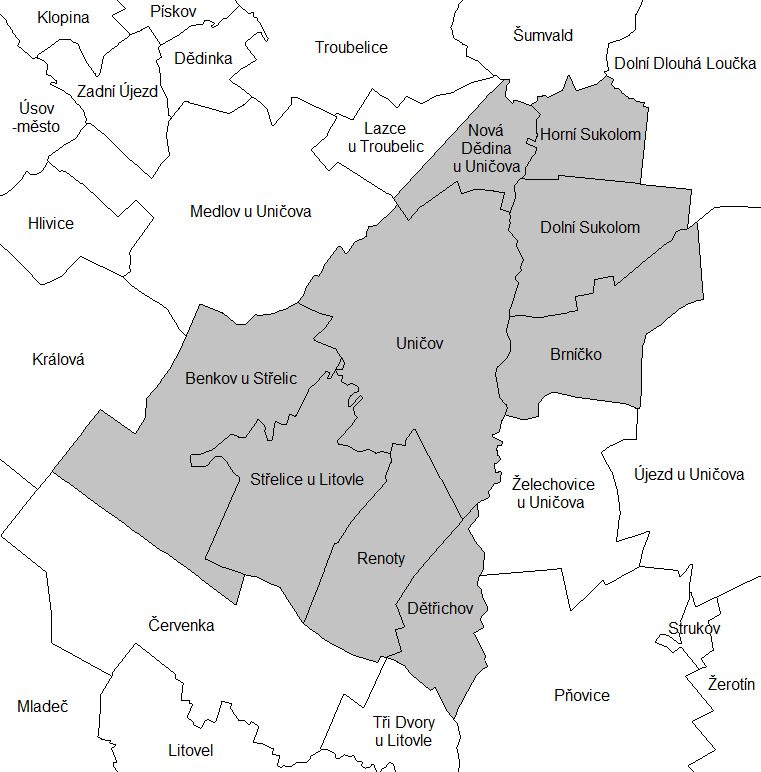
Katastrální mapa Uničova

Uničov se kromě vlastního města dělí na dalších osm částí (údaje k roku 2011):
- Benkov (připojen 1. ledna 1976; 68 domů, 217 obyvatel)
- Brníčko (připojeno 1964; 111 domů, 349 obyvatel)
- Dětřichov (připojen 1976; 47 domů, 125 obyvatel)
- Dolní Sukolom (připojena 1971; 66 domů, 214 obyvatel)
- Horní Sukolom (připojena 1974; 43 domů, 115 obyvatel)
- Nová Dědina (připojena 1974; 31 domů, 125 obyvatel)
- Renoty (připojeny 1976; 68 domů, 158 obyvatel)
- Střelice (připojena 1. ledna 1976; 151 domů, 418 obyvatel)

V letech 1974–1990 byla součástí města také obec Želechovice.

## Obyvatelstvo

### Počet obyvatel
Počet obyvatel je uváděn podle výsledků sčítání lidu za Uničov včetně těch místních částí, které k němu v konkrétní době patřily.
| 1869  | 1880  | 1890  | 1900  | 1910  | 1921  | 1930  | 1950  | 1961  | 1970  | 1980   | 1991   | 2001   | 2011   |
| ----- | ----- | ----- | ----- | ----- | ----- | ----- | ----- | ----- | ----- | ------ | ------ | ------ | ------ |
| 4 781 | 5 001 | 5 019 | 5 090 | 5 003 | 4 583 | 4 738 | 3 544 | 7 092 | 9 797 | 12 507 | 12 831 | 12 466 | 11 659 |

### Struktura populace

Věková struktura obyvatel obce Uničov roku 2011
Rodinný stav obyvatel obce Uničov roku 2011
Vzdělání obyvatel obce Uničov roku 2011

## Městská samospráva
Město řídí rada města, v jejímž čele stojí starosta. Zastupitelstvo má 21 členů.
Po komunálních volbách roku 2010 se starostou města stal Dalibor Horák z ODS. Dosavadní dlouholetá starostka Jarmila Kaprálová z KDU-ČSL přešla na post místostarostky. Městská rada měla podle dohody po volbách v roce 2010 sedm členů. Radu města obsadili zástupci ODS, KDU-ČSL, ČSSD a TOP 09. Dalibor Horák byl ve funkci starosty potvrzen i po volbách roku 2014, ale v roce 2016 (po zvolení náměstkem hejtmana Olomouckého kraje) na funkci rezignoval, stal se řadovým radním a ve funkci starosty jej vystřídal Radek Vincour také z ODS. Radu města v tomto volebním období tvořili zástupci ODS, ČSSD a KDU-ČSL. Radek Vincour zůstal starostou také po volbách roku 2018. Sedmičlennou radu vytvořili zástupci ODS, ČSSD, KDU-ČSL a ANO. Volby v roce 2022 znamenaly další posílení pozice ANO 2011. Radu města nyní tvořili tři zástupci ODS (včetně opětovně zvoleného starosty Vincoura), shodný počet zástupců ANO 2011 a jeden radní za KDU-ČSL.

## Doprava
Město leží na elektrizované železniční trati Olomouc–Šumperk se zastávkami Uničov, Uničov zastávka a silnicích druhé třídy II/444, II/446, II/449.

## Pamětihodnosti

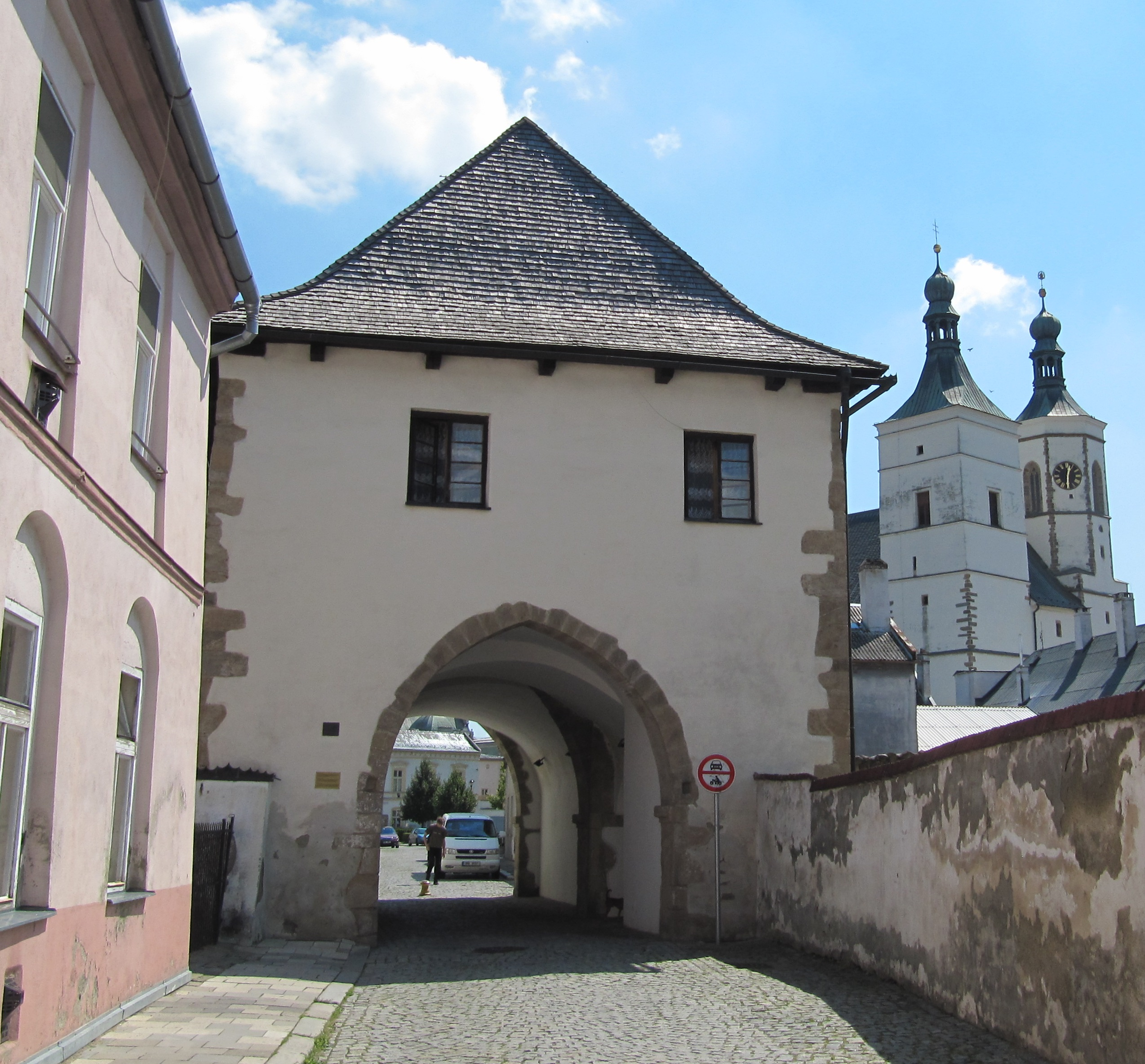
Medelská brána, v pozadí kostel Nanebevzetí Panny Marie

Historické centrum města bylo v roce 1992 vyhlášeno městskou památkovou zónou. Uprostřed centrálního Masarykova náměstí se nachází radnice s arkádovým schodištěm a dominantní věží, původně středověká tržní budova byla v roce 1891 přestavěna do dnešní neorenesanční podoby. Severně od radnice stojí monumentální barokní mariánský sloup se sochou Panny Marie Immaculaty, dokončený roku 1743, a kašna se sochou orla. Na jižní straně náměstí je druhá barokní kašna osazená sochou Neptuna. Historické jádro města je zastavěno řadou renesančních a barokních měšťanských domů, nachází se zde i několik sousoší a křížů. Novogotický Millerův dům slouží jako budova městského úřadu. Z části se také dochovalo původní opevnění města s několika baštami a Medelskou bránou.
Další dominantou města je trojlodní kostel Nanebevzetí Panny Marie se dvěma věžemi pocházející z první poloviny 14. století, který byl koncem 19. století regotizován. Bývalý minoritský klášter s kostelem Povýšení sv. Kříže ze 13. století byl barokně přestavěn a později zrušen. Nyní kostel slouží jako koncertní síň a v budovách kláštera je základní škola. V areálu městského hřbitova se nachází ještě pravoslavný chrám sv. Vzkříšení. Dřívější zbrojnice v jedné z bašt městského opevnění nyní slouží jako muzeum „U vodní branky“, v jedné z farních budov u kostela Nanebevzetí Panny Marie je umístěno Muzeum baroka a v původní městské věznici je muzeum „Šatlava“ představující veřejnosti středověké soudnictví a vězeňství.

## Kulturní, sportovní a společenský život

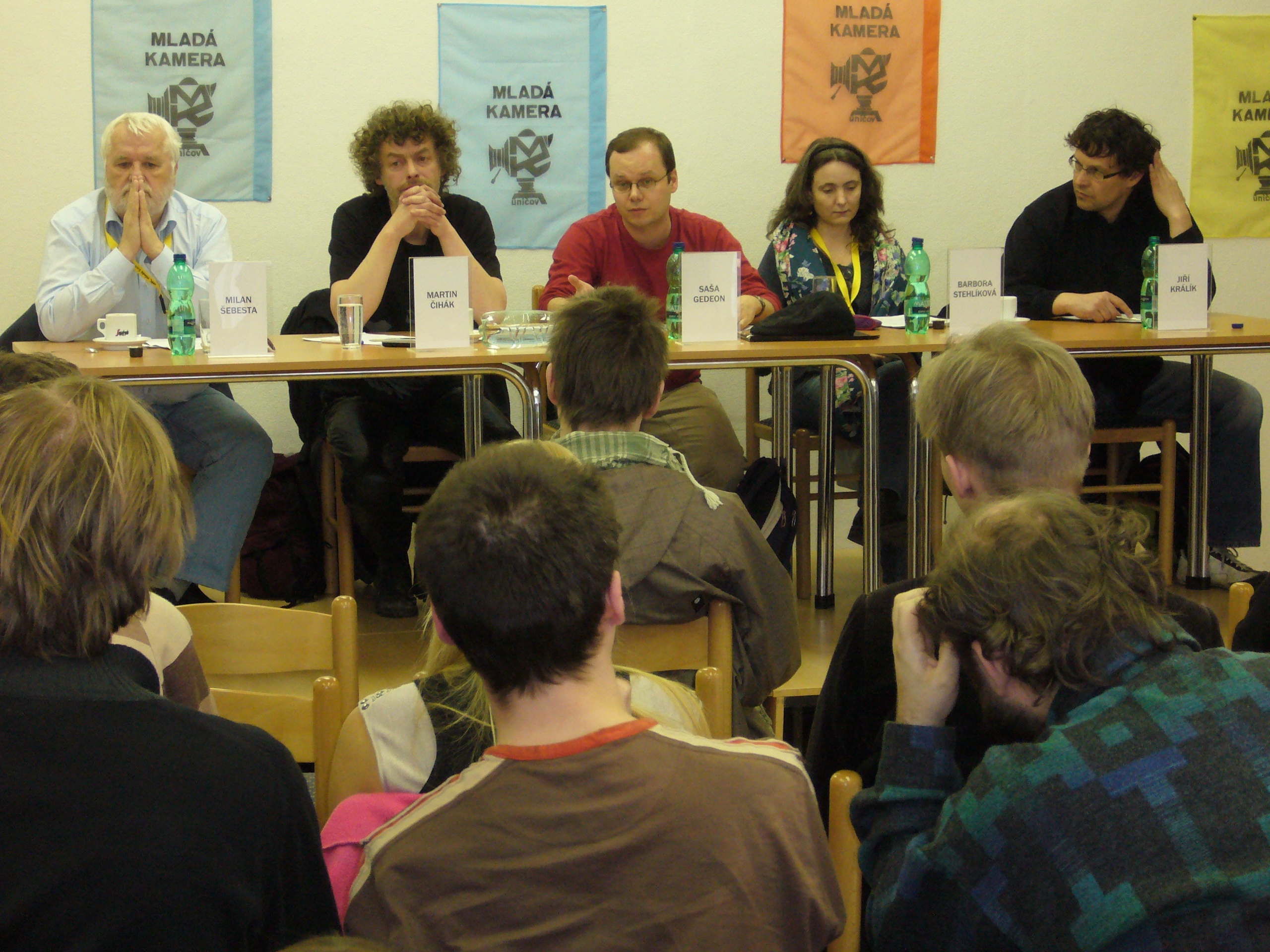
Rozborový seminář soutěže Mladá kamera Uničov 2011

Mladá kamera je mezinárodní soutěž filmové tvorby amatérských i neamatérských filmařů mladších třiceti let a probíhá v Uničově každoročně již od roku 1975. Jejím pořadatelem je Sdružení pro film a video Uničov. Fotbal ve městě hraje klub SK Uničov a hokej HC Uničov.
Uničov je sídlem římskokatolické farnosti, součásti šternberského děkanátu. Samospráva obce od roku 2010 pravidelně vyvěšuje zlato-červenou moravskou vlajku, a to nejen ve svátek moravských patronů Cyrila a Metoděje, ale ve všechny významné moravské dny. Na počest svatých věrozvěstů bývá 5. července také zpřístupněno za zvýhodněné vstupné městské muzeum.

## Osobnosti
- Albík z Uničova (1358–1427), lékař, právník, probošt vyšehradský a arcibiskup pražský
- Petr z Uničova (15. století), teolog, univerzitní mistr, odpůrce Jana Husa
- Leonard z Uničova (15. století), slovenský písař a básník
- svatý Jan Sarkander (1579–1620), katolický kněz, 1609–1611 farář v Uničově, mučedník
- Ignác Oderlický (1710–1761), malíř
- Maximilian Reising von Reisinger (1774–1848), polní podmaršál
- Josef Malý (1802–1862), teolog, český římskokatolický kněz a vysokoškolský pedagog
- Ignaz Haas (1817–1905), římskokatolický kněz. Vysvěcen roku 1840, v letech 1866–1889 superior arcibiskupského semináře v Olomouci. Od roku 1879 kanovník u sv. Mořice v Kroměříži, nesídelním kanovníkem v Olomouci od roku 1884. V roce 1903 byl instalován influovaným prelátem a katedrálním arcijáhnem u sv. Václava v Olomouci.
- Eduard Kessler (1837–1909), politik
- Johann Kopp (1860–1942), politik
- MUDr. Johann Kux (1861–1940), historik a archivář
- Leopold Waber (1875–1945), rakouský politik, meziválečný ministr a vicekancléř
- Mizzi Manethová (1898–1971), archeoložka
- JUDr. Tomáš Soušek (1902–1999), právník, archivář, historik
- PhDr. Jan Březina (1930–1994), pedagog, filozof, překladatel
- František Schneider (* 1940), sportovec
- František Schneider (* 1961), sportovec
- Ing. Jan Březina (* 1954), politik
- Mgr. Dalibor Horák (* 1965), politik
- Roman Kreuziger (* 1965), sportovec
- Jan Hruška (* 1975), sportovec
- Vladimír Valouch (* 1975), sportovec, trojnásobný mistr světa ve sportovním aerobiku (2000, 2001, 2003)
- Patrik Siegl (* 1976) sportovec
- Jana Doleželová (* 1981), Miss ČR 2004, modelka, farmaceutka
- Petra Pudová (* 1987), zpěvačka, herečka
- Václav Jemelka (* 1995), sportovec
- Vítězslav Sedlák (* 1991), šipkař

## Partnerská města
- Jelšava, Slovensko
- Roccagorga, Itálie
- Lędziny, Polsko
- Dubno (Ukrajina), Ukrajina